# Emmakliniek (Utrecht)

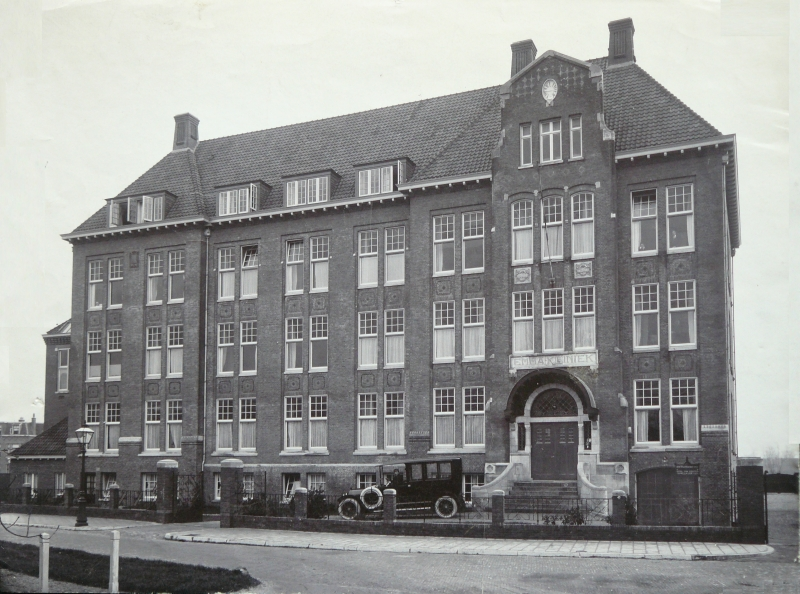
Emmakliniek aan de Koningslaan in 1917

De Emmakliniek was een ziekenhuis in Utrecht, gesticht door James William Theodoor Lichtenbelt. 
De Emmakliniek kende twee vestigingen. De eerste Emmakliniek werd in 1913 opgericht aan de Emmalaan 41. De tweede werd geopend op 1 mei 1916. Deze tweede Emmakliniek is de bekendste van de twee. Het ziekenhuis stond aan het Wilhelminapark, oorspronkelijk aan de Koningslaan en Waldeck Pyrmontkade. De Emmakliniek was een volwaardig ziekenhuis met afdelingen inwendige ziekten, chirurgie, gynaecologie en verloskunde, oogziekten, bacteriologie, keel- neus- en oorheelkunde, huid- en geslachtziekten en radiologie. De kliniek bezat een eigen ziekenauto, iets bijzonders in die tijd. Verpleegsters waren intern gehuisvest op de bovenste verdieping. De familie Lichtenbelt woonde  op de begane grond links van de ingang. Het gebouw was reeds in 1916 voorzien van centrale verwarming, lift en dakterras met hangende tuinen. De eersteklaskamers hadden een extra salonkamer en suite. Het dagtarief was 4 tot 10 gulden.
De NV Emmakliniek werd opgericht in 1914. Opmerkelijk is artikel 32, waarin een deel van de winst (20%) aan de verpleegsters wordt toegekend. 
Ook in die tijd was schaalvergroting aan de orde. Het ziekenhuis kon daar niet uitbreiden en de enige oplossing was specialisatie. Omstreeks 1950 werd de Emmakliniek gehuurd door het Diakonessenziekenhuis, die er een kraamkliniek in huisvestte. Deze werd in 1977 gesloten. Het was de bedoeling dat er appartementen in het pand zouden komen, maar na een brand in 1979 werd het gebouw afgebroken. Zowel op de Koningslaan als op de Waldeck Pyrmontkade werden huizen gebouwd.
Hedendaags:
Diakonessenhuis ·
Prinses Máxima Centrum  ·
St. Antonius Ziekenhuis (Utrecht) ·
Universitair Medisch Centrum Utrecht

Niet meer bestaand:
Academisch Ziekenhuis Utrecht ·
Amaliastichting ·
Catharijnegasthuis ·
Centraal Militair Hospitaal ·
Emmakliniek ·
Kraamkliniek Huize Ooievaar ·
Leeuwenbergh Gasthuis ·
Mesos Medisch Centrum ·
Ooglijdersgasthuis ·
Stads- en Academisch Ziekenhuis Utrecht ·
Sint Antonius Ziekenhuis (voormalig) ·
St. Joannes de Deo Ziekenhuis ·
Wilhelmina Kinderziekenhuis ·
Ziekenhuis Oudenrijn · 
Ziekenhuis Overvecht